# Морська сільська рада
Морська́ сільська́ ра́да — адміністративно-територіальна одиниця та орган місцевого самоврядування у складі Судацької міської ради Автономної Республіки Крим. Адміністративний центр — село Морське.

## Загальні відомості
- Населення ради: 2 423 особи (станом на 2001 рік)

## Населені пункти
Сільській раді підпорядковані населені пункти:
- с. Морське
- с. Громівка

## Склад ради
Рада складається з 16 депутатів та голови.
- Голова ради: Новіков Сергій Олександрович
- Секретар ради: Гожан Наталля Миколаївна

### Керівний склад попередніх скликань
| Прізвище, ім'я, по батькові  | Основні відомості                                                         | Дата обрання | Дата звільнення |
| ---------------------------- | ------------------------------------------------------------------------- | ------------ | --------------- |
| Курунін Костянтин Іванович   | Сільський голова, 1952 року народження, член Партії регіонів              | 26.03.2006   | 31.10.2010      |
| Горох Андрій Миколаєвич      | Сільський голова, 1965 року народження, освіта вища, член Партії регіонів | 31.10.2010   | 27.05.2012      |
| Новіков Сергій Олександрович | Сільський голова, 1972 року народження, освіта вища, член Партії регіонів | 27.05.2012   |                 |

Примітка: таблиця складена за даними сайту Верховної Ради України

### Депутати
За результатами місцевих виборів 2010 року депутатами ради стали:

#### За суб'єктами висування
| Суб'єкт висування | Кількість обраних депутатів | %  |
| ----------------- | --------------------------- | -- |
| Партія регіонів   | 8                           | 50 |
| Самовисування     | 8                           | 50 |

#### За округами
| № округу        | Прізвище, ім'я, по батькові    | Дата визнання обраним | Освіта  | Партійна приналежність | Відомості про обраного депутата       |
| --------------- | ------------------------------ | --------------------- | ------- | ---------------------- | ------------------------------------- |
| Партія регіонів |                                |                       |         |                        |                                       |
| 1               | Зазоннов Олександр Васильович  | 03.11.2010            | середня | член Партії регіонів   | ДП «Морське», сторож                  |
| 4               | Домінська Олена Миколаївна     | 03.11.2010            | середня | член Партії регіонів   | ДП «Морське», бригадир                |
| 7               | Шипков Олександр Валерійович   | 15.11.2010            | середня | член Партії регіонів   | тимчасово не працює                   |
| 8               | Мінеєва Світлана Володимірівна | 03.11.2010            | вища    | член Партії регіонів   | ДП «Новоліпецький металург», директор |
| 10              | Джеліп Михайло Степанович      | 03.11.2010            | середня | член Партії регіонів   | ОСББ, голова                          |
| 11              | Гожан Наталя Миколаївна        | 03.11.2010            | вища    | член Партії регіонів   | Морська сільська рада, секретар       |
| 12              | Нікітченко Наталя Миколаївна   | 03.11.2010            | середня | член Партії регіонів   | ДП «Морське», бригадир                |
| 16              | Тишевич Сергій Олександрович   | 03.11.2010            | вища    | член Партії регіонів   | ДП «Морське», бригадир                |
| Самовисування   |                                |                       |         |                        |                                       |
| 2               | Парщенцева Галина Павлівна     | 03.11.2010            | середня | позапартійна           | приватний підприємець                 |
| 3               | Пархоменко Тетяна Дмитрівна    | 03.11.2010            | середня | член Партії регіонів   | приватний підприємець                 |
| 5               | Делягіна Ірина Олексіївна      | 03.11.2010            | вища    | член Партії регіонів   | ДП Пансіонат «Зеніт», бухгалтер       |
| 6               | Котельнікова Тетяна Іванівна   | 03.11.2010            | вища    | позапартійна           | Морська амбулаторія, акушерка         |
| 9               | Гімадулін Борис Камалович      | 03.11.2010            | середня | позапартійний          | ДП «Морське», інженер-гідротехнік     |
| 13              | Салетдінов Ісмет Ісмаїлович    | 03.11.2010            | вища    | позапартійний          | тимчасово не працює                   |
| 14              | Меннанов Руслан Шаїбович       | 03.11.2010            | вища    | позапартійний          | тимчасово не працює                   |
| 15              | Годженов Рефат                 | 03.11.2010            | вища    | член Партії регіонів   | пенсіонер                             |